# Западный (Ленинградский район)
Западный — хутор в Ленинградском районе Краснодарского края Российской Федерации.
Административный центр Западного сельского поселения.

## География
Хутор расположен на реке Сосыке.

### Улицы
- ул. Речная,
- ул. Светлая.

## Население
| 2002 | 2010 |
| ---- | ---- |
| 896  | ↗916 |